# Peter Zeitlinger
Peter Zeitlinger (Praga, 6 giugno 1960) è un direttore della fotografia, montatore, regista e sceneggiatore ceco naturalizzato austriaco.

## Biografia
Nato a Praga nel 1960, nel 1968 la sua famiglia si trasferì in Austria a causa dell'invasione sovietica della Repubblica Ceca.
All'età di tredici anni il padre di un amico gli regalò la sua cinepresa da 8 millimetri e Peter iniziò a realizzare decine di cortometraggi e filmini d'animazione, grazie ai quali venne poi accettato all'accademia del cinema di Vienna, dove fu allievo di Michael Snow e Peter Kubelka, due importanti registi sperimentali. Nello stesso periodo frequentò i corsi di etica alla facoltà di filosofia, per poi laurearsi fotografia cinematografica e montaggio.
Nel 1988 riuscì a realizzare insieme a Erhard Riedlsperger, un suo ex compagno d'università, un film da una sceneggiatura scritta dai due ai tempi della scuola: Tunnelkind, riguardo alla cortina di ferro tra Austria e Repubblica Ceca. Riedlsperger firmò la regia e Zeitlinger la fotografia. Da allora ha continuato la sua carriera come operatore e direttore della fotografia e, in alcuni casi, come montatore.
Dal 1995 collabora regolarmente con il regista tedesco Werner Herzog.
Nel 2001 ha diretto il suo primo lungometraggio, Jetzt bringen wir unsere Männer um.
Dal 2012 è professore di cinematografia all'Università del Cinema a Monaco.
Zeitlinger vive a Premariacco.

## Filmografia parziale

### Collaborazione con Werner Herzog
- Gesualdo - Morte per cinque voci (Tod für fünf Stimmen) (1995)
- Little Dieter Needs to Fly (1997)
- Kinski, il mio nemico più caro (Mein liebster Feind - Klaus Kinski) (1999)
- Wings of Hope (2000)
- Invincibile (Invincible) (2001)
- Kalachakra, la ruota del tempo (Wheel of Time) (2003)
- Grizzly Man (2005)
- L'alba della libertà (Rescue Dawn) (2006)
- Encounters at the End of the World (2007)
- Il cattivo tenente - Ultima chiamata New Orleans (Bad Lieutenant: Port of Call New Orleans) (2009)
- My Son, My Son, What Have Ye Done (2009)
- Cave of Forgotten Dreams (2010)
- Into the Abyss (2011)
- On Death Row (2012)
- Queen of the Desert (2015)
- Lo and Behold - Internet: il futuro è oggi (Lo and Behold, Reveries of the Connected World) (2016)

### Altri
- Angelica (Angélique), regia di Ariel Zeitoun (2013)
- Chloe and Theo, regia di Ezna Sands (2015)
- Future World, regia di James Franco e Bruce Thierry Cheung (2018)
- Tommaso, regia di Abel Ferrara (2019)